# 648 a.C.
Séculos: (Século VIII a.C. - Século VII a.C. - Século VI a.C.)
653 a.C. - 652 a.C. - 651 a.C. - 650 a.C. - 649 a.C. - 648 a.C. - 647 a.C. - 646 a.C. - 645 a.C. - 644 a.C. - 643 a.C. - 642 a.C. - 641 a.C. - 640 a.C. - 639 a.C. - 638 a.C.

## Eventos
- 33a olimpíada:[1]
  - Gigis da Lacônia, vencedor do estádio.
  - É introduzido o pancrácio nos jogos olímpicos, seu primeiro vencedor foi o gigante Ligdamis de Siracusa, que conseguia medir o estádio com seus pés, em apenas 600 passos.[Nota 1]
  - É introduzida a corrida de cavalos, vencida por Craxilas da Tessália.